# Antônio Machado Melo
Antônio Machado Melo (Batalha, 17 de agosto de 1912 – Teresina, 2 de julho de 2001) foi um comerciante, agropecuarista e político brasileiro que foi prefeito de sua cidade natal quatro vezes e deputado estadual por outras duas.

## Dados biográficos
Filho de Messias de Andrade Melo e Ana de Castro Machado Melo. Comerciante, agropecuarista e juiz de paz, começou a carreira política em 1950 ao ser eleito vice-prefeito de Batalha pelo PSD na chapa de José Messias de Freitas. Transferindo-se para o PTB, foi eleito prefeito do município em 1958 e deputado estadual em 1962. Com o bipartidarismo imposto pelo Regime Militar de 1964 migrou para a ARENA.
Eleito prefeito de Batalha em 1966 e 1972 e deputado estadual em 1978, foi eleito para o seu último mandato como prefeito de Batalha pelo PDS em 1982 migrando para o PFL no curso do mandato.
Irmão de Clóvis Melo, eleito deputado estadual em 1950, 1954 e 1958 e pai de João Messias Freitas Melo e Amaro José de Freitas Melo, eleitos prefeitos de Batalha em 1996 e 2008, respectivamente.